# Philipp Gilbert Hamerton

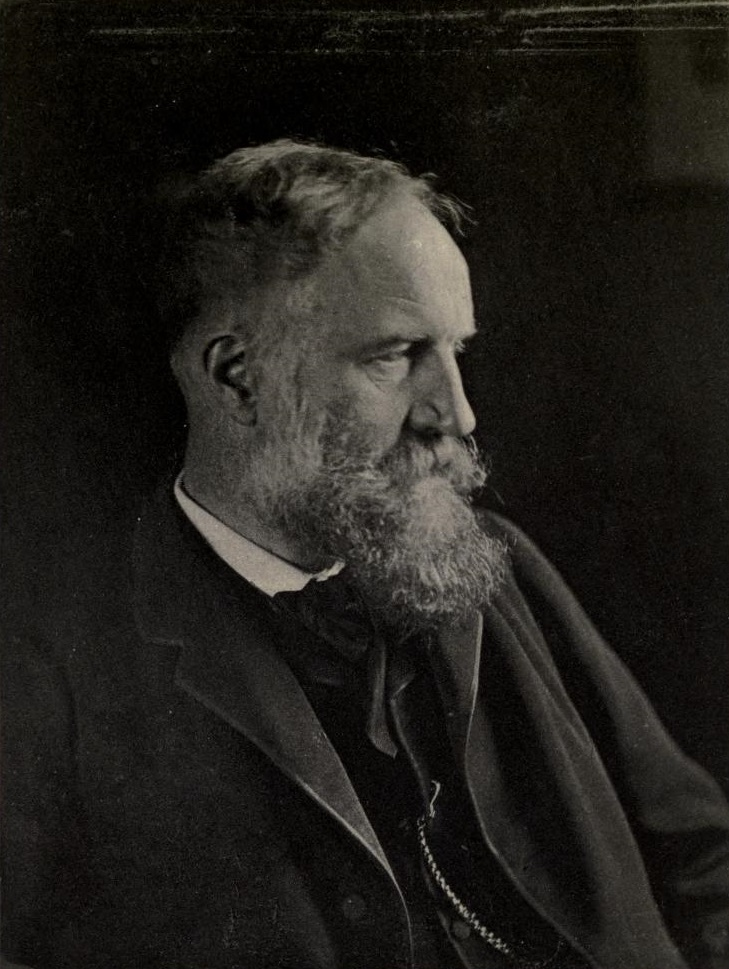
Philip Gilbert Hamerton

 Philipp Gilbert Hamerton  (* 10. September 1834 in Laneside bei Shaw and Crompton, Greater Manchester, (Lancashire); † 4. November 1894 in Boulogne-sur-Seine, (heute Boulogne-Billancourt)) war ein englischer Maler, Radierer und Schriftsteller.
Hamerton widmete sich in London der Malerei, besonders der Landschaft, wohnte seit 1857 am Loch Awe (See in der schottischen Council Area Argyll and Bute) in den schottischen Hochlanden, den er durch Verse und Skizzen verherrlichte, siedelte aber 1861 nach Frankreich über, um erst in Sens, später in Autun seinen Aufenthalt zu nehmen. Er hat sich als fruchtbarer Schriftsteller auf dem Gebiet der Kunstgeschichte, des Romans und der Jugendschriften gezeigt.

## Werke (Auswahl)
- A painter's camp in the Highlands and thoughts about art. 1861.
- Etching and etchers. 1868.
- The unknown river. 1871.
  - Der unbekannte Fluss. Deutsche Übersetzung von Klaus Kurre, erweiterte 2. Auflage, Neustadt an der Weinstraße 2023, ISBN 978-3-910880-02-3.
- The intellectual life. 1873.
- Round my house. 1876.
- Modern Frenchmen. 1878.
- The life of Turner. 1878.
- The Saône. A summer voyage. 1887.
  - Auszug: Besuch in Mâcon. Deutsche Übersetzung von Klaus Kurre, Neustadt an der Weinstraße 2023, ISBN 978-3-910880-01-6.
- The Mount and The City of Autun. 1897.
  - Auszug: Die Stadt Autun. Deutsche Übersetzung von Klaus Kurre, Neustadt an der Weinstraße 2024, ISBN 978-3-9822996-9-3

### Digitalisierte Werke
- The unknown river. Mit 37 Radierungen vom Verfasser (1871)
  - Der unbekannte Fluss. Deutsche Übersetzung von Klaus Kurre, 1. Auflage (Printversion vergriffen), E-Book, Nürnberg 2021, ISBN 978-3-9822996-8-6.
- Chapters on animals. Mit zwanzig Illustrationen von J. Veyrassat und Karl Bodmer (1874)
- Etching and Etchers. Mit 11 Radierungen vom Verfasser und einer von Maxime Lalanne (1876)
- Chapters on animals. Mit acht Illustrationen von J. Veyrassat und Karl Bodmer (1888)

Hamerton gab auch eine Reihe von Bildwerken heraus. Seinem Werk The unknown river hat er 37 selbst angefertigte Ätzradierungen beigefügt. In Etching and Etchers hat er eine eigene Radierung, zehn Radierungen nach Motiven anderer Künstler und eine Radierung basierend auf der Original-Platte von Maxime Lalanne publiziert. Das 1882 als Vorabdruck in The Portfolio erschienene Werk The City of Autun enthält 22 seltene und bisher weder im Buch noch an anderer Stelle publizierte Federzeichnungen des Autors, die auch in der deutschen Übersetzung Die Stadt Autun von 2024 wiedergegeben werden.